# Middelhagen
Middelhagen er en kommune i Landkreis Rügen på øen Rügen i den tyske delstat Mecklenburg-Vorpommern.
Middelhagen ligger ca. 20 km øst for Bergen auf Rügen på halvøen Mönchgut. I syd grænser kommunen til Rügischer Bodden med bugten Having i nord og Hagensche Wiek i syd. Ved Alt-Reddewitz deler den næsten 5 km lange, men kun 500 m brede halvø Reddevitzer Höft de to bugte. Middelhagen ligger i biosfærereservat Südost-Rügen.

## Bebyggelser
- Middelhagen
- Alt Reddevitz
- Lobbe
- Mariendorf